# Naturdenkmal 2 Hudebuchen (Winterberg)
Das Naturdenkmal 2 Hudebuchen mit der Nr. 2.2.1.4 liegt südlich von Winterberg. Die Hude-Buchen wurden 2008 mit dem Landschaftsplan Winterberg durch den Hochsauerlandkreis als Naturdenkmal (ND) ausgewiesen. Sie wurden als „markante Baumgestalten mit besonderer Eigenart“ ausgewiesen. Die beiden Hudebuchen stehen an der Südwestseite des Hesborner Weges an einem Wirtschaftsweg. Die beiden alten Buchen sind vieltriebg. Sie weisen eine tiefe Verzweigung und eine niedrige Wuchsform auf. Diese Wuchsform weist sie als Hudebuchen aus.  